# Тихомиров, Александр Васильевич
Александр Васильевич Тихомиров (1916—1945) — советский танкист, Герой Советского Союза (1945).
В ходе Висло-Одерской операции Великой Отечественной войны гвардии старший сержант А. В. Тихомиров проявил мужество и героизм при форсировании реки Пилица и удержании плацдарма на её западном берегу у города Нове-Място. С 15 по 20 января постоянно вёл свой танк в разведке, обеспечивая продвижение других частей. При этом за пройденные с боями 250 км его танк не имел ни одной вынужденной остановки по техническим причинам, что способствовало общему успеху разведки 1-й гвардейской танковой бригады.

## Биография
Родился в 1916 году на хуторе Конном ныне Балашовского района Саратовской области (по другим данным — на станции Лисий Нос, ныне Курортного района Санкт-Петербурга). Русский. После окончания 7 классов работал в колхозе. В 1937 году уехал на строительстве города Молотовск (с 1957 года — Северодвинск) Архангельской области.
С началом Великой Отечественной войны в 1941 году призван в Красную Армию. С марта 1944 года воевал на 1-м Украинском и 1-м Белорусском фронтах. Принимал участие в освобождении Западной Украины и Польши, в боевых действиях на территории Германии. Форсировал реки Днестр, Сан, Вислу, Пилицу, Варту, Нетце и Одер. 15 июля 1944 года был тяжело ранен под Львовом.
В 1945 году в составе 1-й гвардейской танковой бригады механик-водитель танка гвардии старший сержант А. В. Тихомиров участвовал в Висло-Одерской операции. Войдя в прорыв с Магнушевского плацдарма, 15 января 1945 года части бригады прошли за два дня более 200 км, освободив ряд населённых пунктов Польши. Действуя в составе экипажа танка гвардии старшего лейтенанта В. В. Беляева, с 15 по 20 января постоянно вёл свой танк в разведке, обеспечивая продвижение других частей. При этом за пройденные с боями 250 км его танк не имел ни одной вынужденной остановки по техническим причинам, что способствовало успеху разведки.

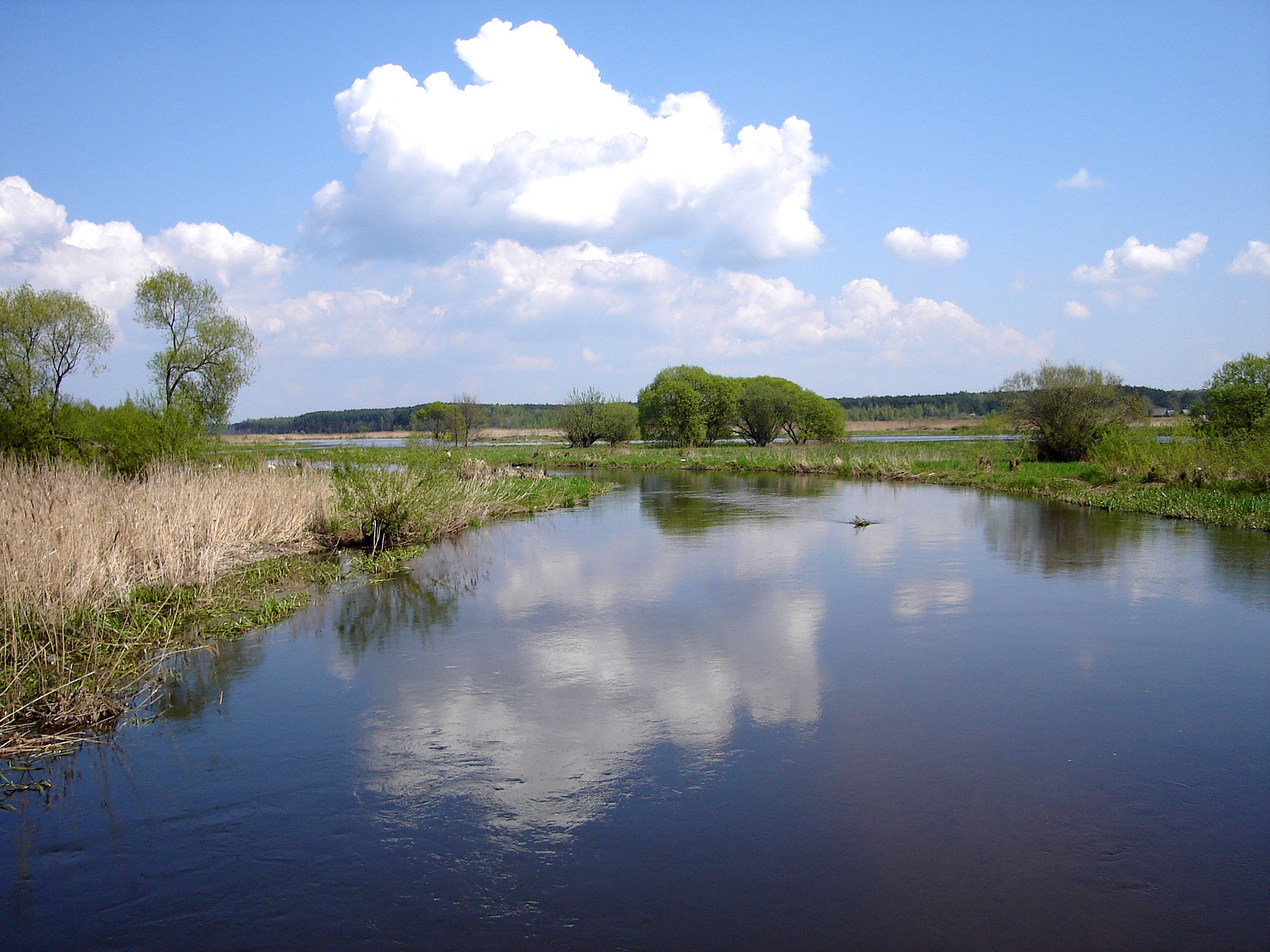
Река Пилица

16 января рота танков гвардии старшего лейтенанта И. В. Головина, в составе которого находился и взвод Беляева, первой форсировала реку Пилица в районе польского города Нове-Място, не дав противнику использовать подготовленные оборонительные сооружения на западном берегу реки. По мосту через реку отступали немецкие войска. Командир танка Беляев принял решение в темноте слиться с колонной противника и незаметно для него перейти через мост. Когда два танка переправились через мост, они были обнаружены. В результате прогремевшего взрыва рухнул один из пролётов моста. В это время танк Беляева находился на мосту, у него загорелся наружный топливный бак. Радист-пулемётчик экипажа Б. А. Краев сбил бак в воду, после чего механик-водитель А. В. Тихомиров на большой скорости повёл танк по льду, но лёд не выдержал. Быстро дав задний ход, Тихомиров сумел вывести танк на берег. Когда один из поляков указал брод, танкисты смогли форсировать Пилицу и вступить в бой за город. Нове-Място было освобождено, что позволило отрезать путь отхода немецких войск на Варшаву и захватить большое количество трофеев.
18 января экипаж А. В. Тихомиров ворвался в город Александрув-Лудзки, чем вызвал панику у противника. Было захвачено до 100 автомашин, артиллерийская батарея и до 150 солдат и офицеров противника.
Указом Президиума Верховного Совета СССР от 27 февраля 1945 года за отвагу и мужество, проявленные при форсировании реки Пилицы, освобождении городов Александрува, Лодзи и других населённых пунктов Польши гвардии старшему сержанту Тихомирову Александру Васильевичу присвоено звание Героя Советского Союза с вручением ордена Ленина и медали «Золотая Звезда» (№ 5144).
Погиб 16 апреля 1945 года при прорыве обороны противника на Зееловских высотах. Похоронен в городе Цилинциг (ныне Суленцин, Польша).

## Награды и звания
- Герой Советского Союза (27 февраля 1945);
- орден Ленина (27 февраля 1945);
- орден Красного Знамени;
- орден Отечественной войны II степени.